# Jean-Baptiste Oudry

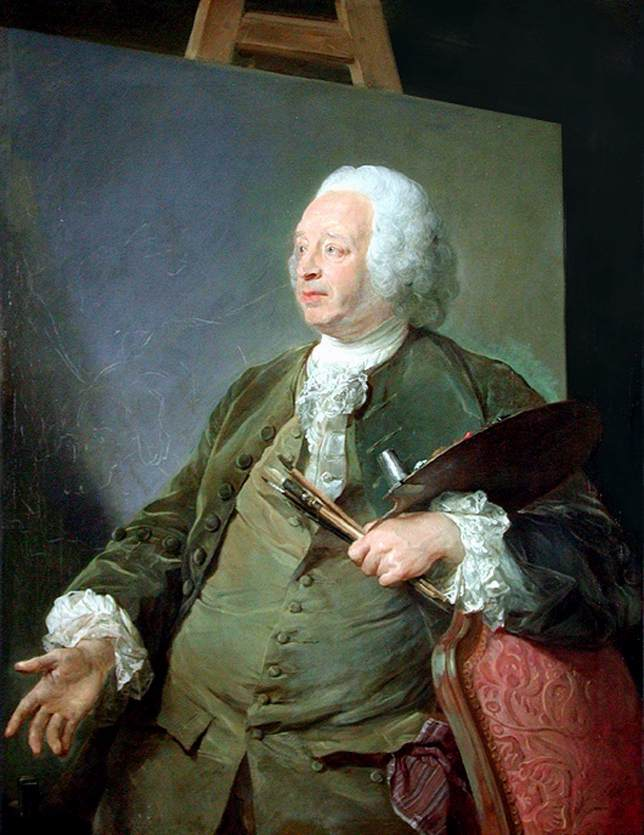
Jean-Baptiste Perronneau, Ritratto di Jean-Baptiste Oudry

Jean-Baptiste Oudry (Parigi, 17 marzo 1686 – Beauvais, 30 aprile 1755) è stato un pittore, incisore, disegnatore di porcellane e di cartoni d'arazzo francese.

## Biografia
Jean-Baptiste Oudry è stato allievo, dal 1713 al 1717, del ritrattista Nicolas de Largillière che si era formato ad Anversa. È noto per la copiosa produzione di opere decorative: nature morte, cacce, animali. Dichiarato dal 1722 pittore ufficiale delle "cacce reali" di Luigi XV a partire dal 1726 fu, prima disegnatore e poi direttore della Manifattura di Beauvais e dal 1730 e dal 1734 fu direttore della Manifattura dei Gobelins. Disegnò i cartoni per cicli completi di arazzi, tra cui Trattenimenti campestri, 1730; Metamorfosi, 1734; Cacce di Luigi XV, 1734-1746. Alla naturalezza del tocco univa un prezioso senso del colore e la ricerca accurata del dettaglio. Gli arazzi realizzati su suo cartone sono oggi, in parte a castello di Fontainebleau e in parte in quello di Compiègne. Come disegnatore ha lavorato anche alla La manifattura della Porcellana di Vincennes, chiamato dal direttore artistico, il pittore Jean-Jacques Bachelier, un suo allievo.

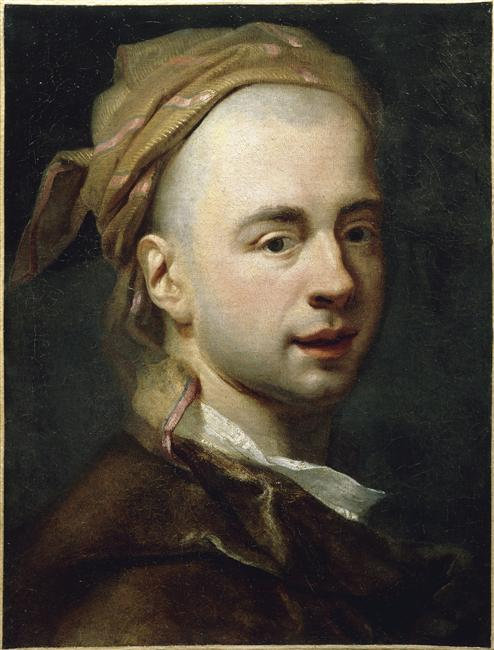
Jean Baptiste Oudry, Autoritratto

Negli anni quaranta, Jean-Baptiste Oudry frequentava i giardini della proprietà di Enrico II di Guisa, ad Arcueil, portando con sé giovani artisti, tra cui Boucher. Un gran numero di sue incisioni entrarono nella famosa collezione del marchese Jacques-Louis de Beringhen (1651-1723), primo scudiero del re, la cui raccolta è oggi conservata a Parigi, alla Biblioteca nazionale di Francia.
Fra i suoi disegni più celebrati, il Rinoceronte Clara (1749). Il dipinto Natura morta con scimmia, 1719, è al Museo nazionale di Stoccolma, mentre il dipinto Anatra bianca sembra perduto.
Suo figlio Jacques-Charles Oudry (Parigi 1720-Losanna 1778) è stato pittore di nature morte (Natura morta e selvaggina, 1762, Louvre).

## Galleria d'immagini

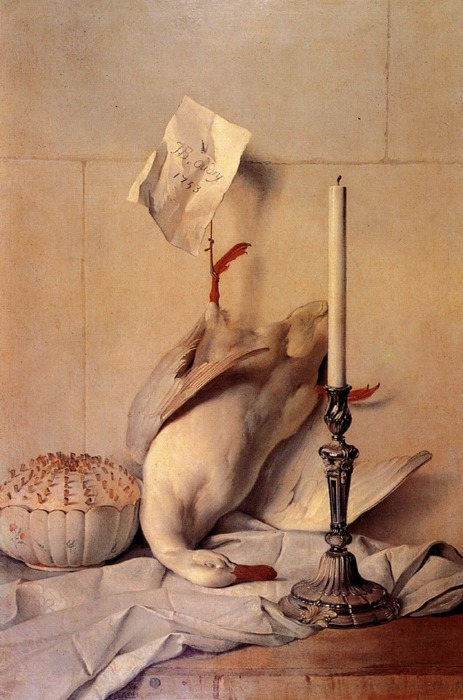
Anatra bianca, 1753 (perduto)
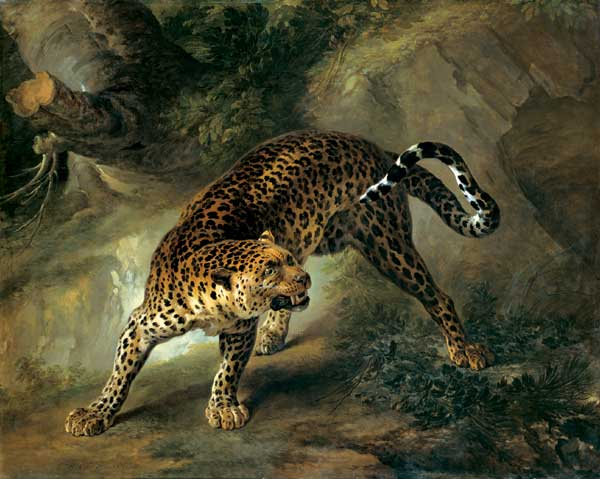
Leopardo (1741)
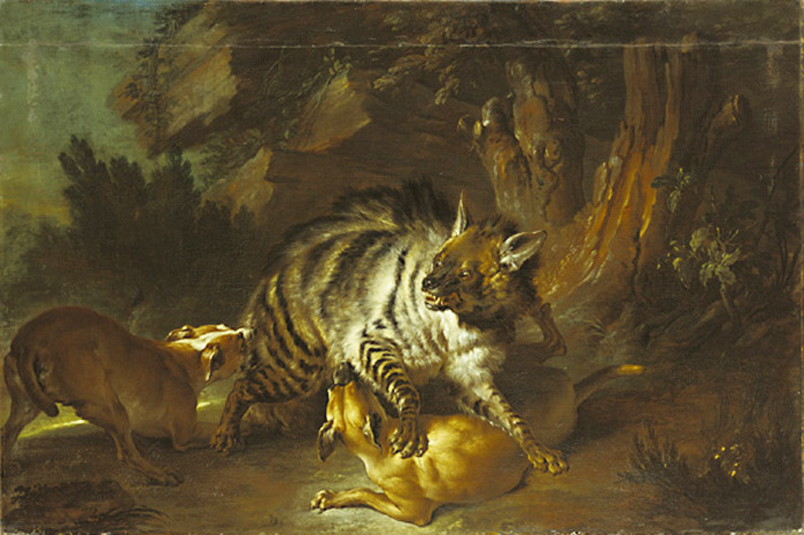
Iena (1739)
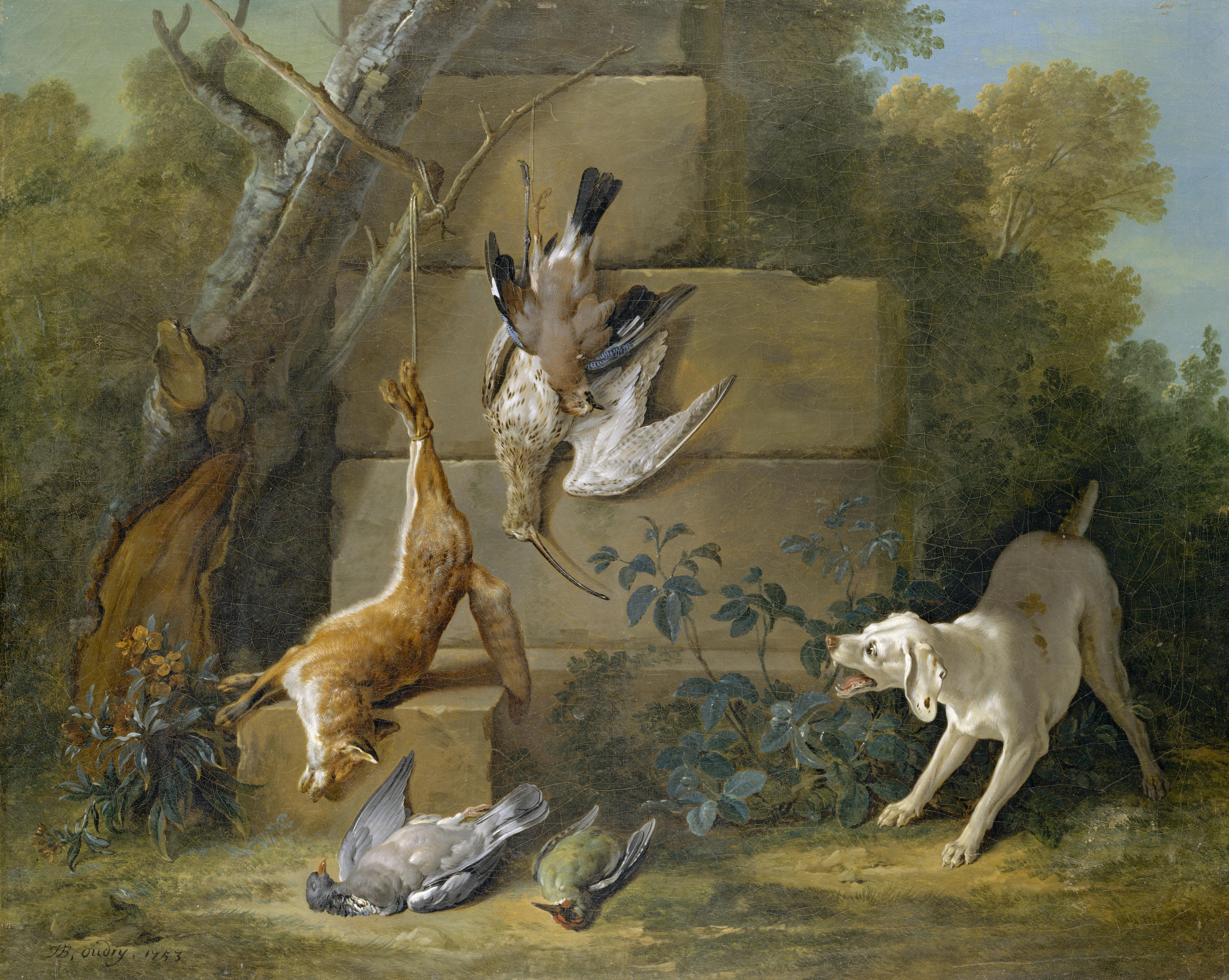
Cane a guardia della caccia (1753)
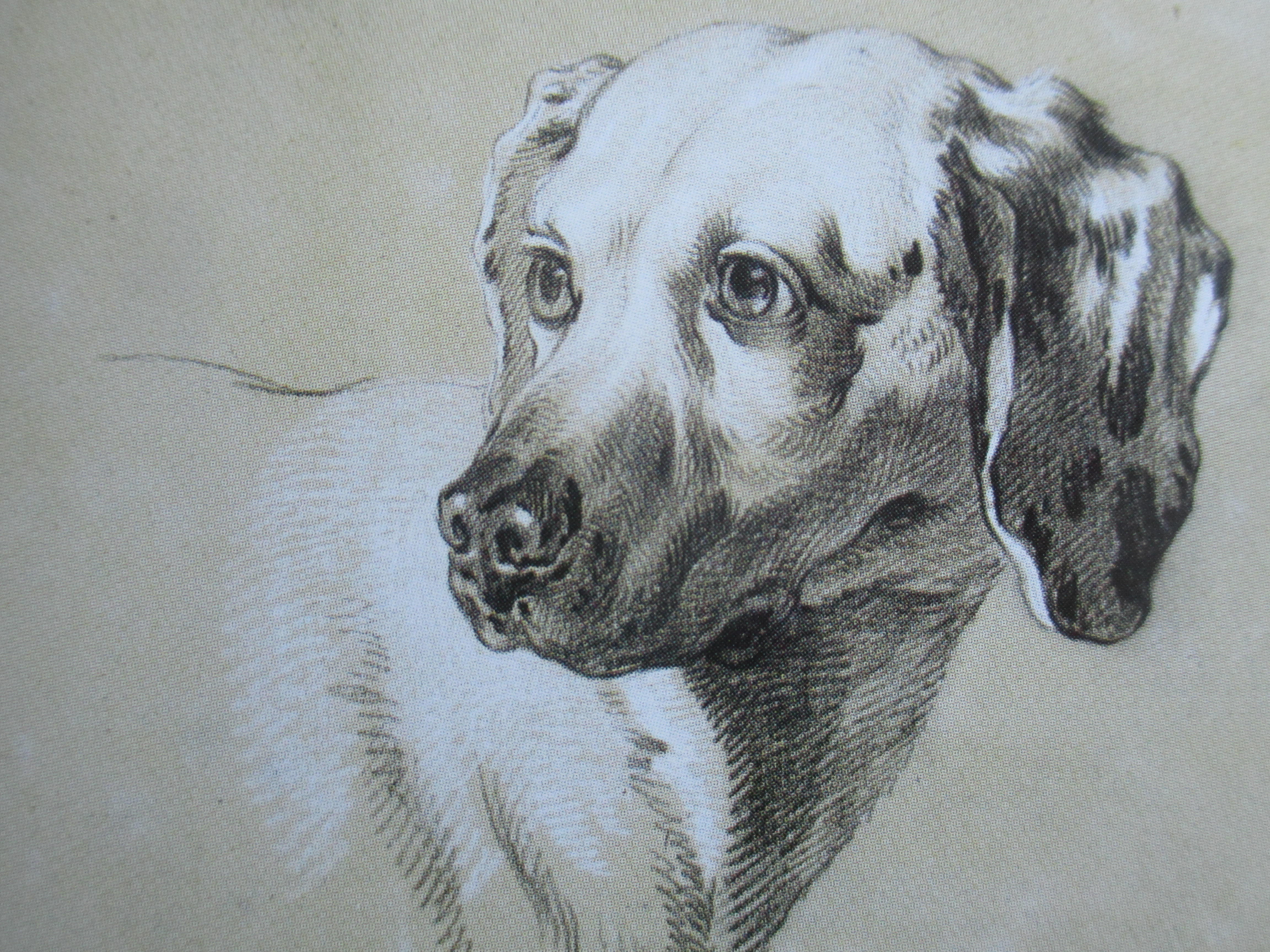
Setter, disegno, 1730 ca.
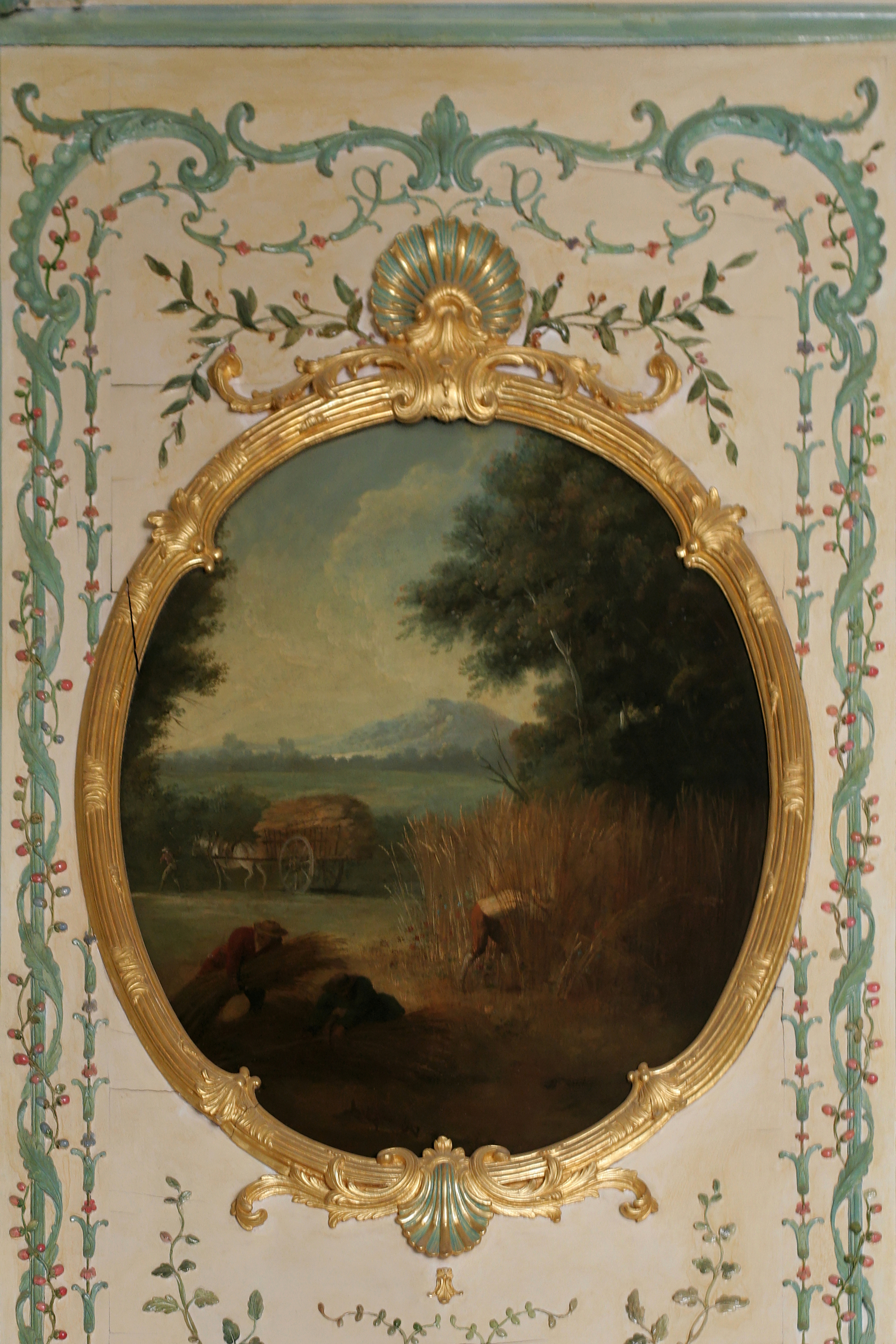
Été, Versailles, appartamenti della Dauphine (1749)